# Phanerotomella ceylanica
Phanerotomella ceylanica är en stekelart som beskrevs av Herbert Zettel 1989. Phanerotomella ceylanica ingår i släktet Phanerotomella och familjen bracksteklar. Inga underarter finns listade i Catalogue of Life.